# I’ll Wait
«I’ll Wait» (с англ. — «Я буду ждать») — девятнадцатый в общем и второй с альбома 1984 сингл хард-рок-группы Van Halen, выпущенный 10 апреля 1984 года на лейбле Warner Bros.

## О песне
«I’ll Wait» была написана участниками группы Эдди Ван Халеном, Алексом Ван Халеном, Майклом Энтони и Дэвидом Ли Ротом совместно с Майклом Макдональдом и спродюсирована Тедом Темплманом. Песня написана в тональности ре-минор в темпе 114 ударов в минуту.
Как и в «Jump», в песне широко использованы клавишные, включая синтезаторную басовую линию, а также активно используется рототом.
Изначально Дэвид Ли Рот и продюсер Тед Темплман хотели убрать песню из альбома, но Эдди Ван Хален и инженер Донн Лэнди настояли на её включении. Несмотря на успех сингла в чартах, музыкальное видео для этой песни не выпускалось.

## Список композиций
Американский 7" Сингл
| №  | Название                   | Длительность |
| -- | -------------------------- | ------------ |
| 1. | «I'll Wait» (радио-версия) | 4:10         |

| №  | Название        | Длительность |
| -- | --------------- | ------------ |
| 1. | «Girl Gone Bad» | 4:33         |

Английский 7" сингл/Американский 12" сингл
| №  | Название                   | Длительность |
| -- | -------------------------- | ------------ |
| 1. | «I'll Wait» (радио-версия) | 4:10         |

| №  | Название         | Длительность |
| -- | ---------------- | ------------ |
| 1. | «Drop Dead Legs» | 4:13         |

7" сингл Мексика
| №  | Название    | Длительность |
| -- | ----------- | ------------ |
| 1. | «I'll Wait» | 4:41         |

| №  | Название | Длительность |
| -- | -------- | ------------ |
| 1. | «Panama» | 3:31         |

12" сингл Англия
| №  | Название         | Длительность |
| -- | ---------------- | ------------ |
| 1. | «I'll Wait»      | 4:41         |
| 2. | «Drop Dead Legs» | 4:13         |

| №  | Название                      | Длительность |
| -- | ----------------------------- | ------------ |
| 1. | «And The Cradle Will Rock...» | 3:31         |
| 2. | «(Oh) Pretty Woman»           | 2:53         |

## Чарты
| Чарт (1984)                     | Высшая позиция |
| ------------------------------- | -------------- |
| Канада (RPM Top Singles)        | 21             |
| Великобритания (OCC UK Singles) | 85             |
| США (Billboard Hot 100)         | 13             |
| США (Billboard Mainstream Rock) | 2              |

## Участники
- Дэвид Ли Рот — ведущий вокал
- Эдди Ван Хален — электрогитара, синтезатор
- Алекс Ван Хален — ударные
- Майкл Энтони — клавишный бас, бэк-вокал